# بييرو دي برناردي
بييرو دي برناردي (بالإيطالية: Piero De Bernardi)‏ هو كاتب سيناريو إيطالي، ولد في 12 أبريل 1926 في براتو في إيطاليا، وتوفي في 8 يناير 2010 في ميلانو في إيطاليا.

## وصلات خارجية
- بييرو دي برناردي على موقع IMDb (الإنجليزية)
- بييرو دي برناردي على موقع ألو سيني (الفرنسية)
- بييرو دي برناردي على موقع أول موفي (الإنجليزية)
- بييرو دي برناردي على موقع قاعدة بيانات الأفلام السويدية (السويدية)
- بييرو دي برناردي على موقع قاعدة بيانات الفيلم (الإنجليزية)
- بييرو دي برناردي على موقع كينوبويسك (الروسية)